# Finnvedsvallen
Das Finnvedsvallen ist ein Fußballstadion mit Leichtathletikanlage im südschwedischen Värnamo. Die Sportstätte wird insbesondere vom IFK Värnamo genutzt, die Fußballmannschaft trägt im Stadion ihre Heimspiele aus.

## Geschichte und Hintergrund
In den 1980er Jahren wurde das Stadion renoviert und eine neue Tribüne erbaut. Es liegt auf einer Halbinsel im Fluss Lagan, er fließt hinter den Kurven und der Nebentribüne vorbei. Es ist das einzige Leichtathletikstadion der knapp unter 20.000 Einwohner zählenden Stadt. Das Stadion besitzt eine überdachte Haupttribüne mit Sitzplätzen. Auf der Gegengeraden befindet sich eine nicht überdachte Stehplatztribüne, in den Kurven finden Zuschauer hinter den Werbebanden Platz. Als Trenner zwischen den einzelnen Bereichen auf der Gegengerade gibt es an vier Stellen mehrere Meter breite Grünstreifen mit Büschen. Rund um das aus Naturgras bestehende Spielfeld läuft eine Kunststoffbahn mit sechs Bahnen. Zudem befinden sich auf dem Gelände weitere klassische Leichtathletikeinrichtungen wie eine Hochsprunganlage, Weitsprungbecken sowie Kreise für Kugelstoßen bzw. die gängigen Wurfdisziplinen.
Lange Zeit spielten die Fußballer des Klubs in der dritten und vierten Liga, Ende 2010 stieg die Mannschaft in die zweitklassige Superettan auf. Das Stadion bietet offiziell bis zu 5.000 Zuschauer Platz in der zweiten Liga. Nachdem der Klub zwischenzeitlich wieder in die Drittklassigkeit abgestiegen war, gelang als Aufsteiger in der Spielzeit 2021 als Zweitligameister der direkte Durchmarsch in die Allsvenskan. Kurz vor Saisonende beantragte der Klub eine Ausnahmegenehmigung, die eine weitere Nutzung des Stadions für drei Jahre ermöglichte, und parallel wurden Gedankenspiele für ein neues Stadion laut. Im Frühjahr 2022 erteilte der Gemeinderat Värnamos die Baugenehmigung für eine neue Fußballarena. Parallel gab die Kommune 8 Millionen Kronen für die Aufrüstung des Finnvedsvallen für den Allsvenskan-Spielbetrieb bis Ende 2024 frei. Der Bau des neuen Stadions auf dem bisherigen Trainingsgelände des IFK Värnamo wurde 2024 vom Land- und Umweltgericht in Växjö gestoppt, da bei der Beschlussfassung die Umweltauswirkungen eines neuen Stadions nicht ausreichend gewürdigt worden seien.
Zum Beginn der Spielzeit 2024 wurde das Spielfeld aufgrund schlechter Rasenqualität mehrfach für unbespielbar erklärt, der Klub startete die Spielzeit daher mit vier Auswärtspartien und musste anschließend mehr als die Hälfte der für die Verlegung einer neuen Rasenfläche anfallenden Kosten von 3 Millionen Kronen tragen.
Anfang 2025 erhielt der IFK Värnamo verbandsseitig keine Freigabe für das Finnvedsvallen als Heimspielstätte für die Allsvenskan, in der Folge wurden in Absprache zwischen dem Svenska Fotbollförbundet, Svensk Elitfotboll, dem Klub und der Gemeinde Värnamo kurzfristige Umbaumaßnahmen angestoßen. Bis zum Auftakt der Spielzeit 2025 waren die meisten Punkte behoben sowie die Maßnahmen zur Erhöhung der Anzahl der überdachten Sitzplätze sowie Anpassungen der Hospitality-Bereiche bereits in der finalen Umsetzung, so dass für die Spielzeit eine weitere Freigabe erfolgte.